# Agyrta dichotoma
Agyrta dichotoma là một loài bướm đêm thuộc phân họ Arctiinae, họ Erebidae.